# Anommatus anabelae
Anommatus anabelae é uma espécie de insetos coleópteros polífagos pertencente à família Bothrideridae.
A autoridade científica da espécie é Luna de Carvalho, tendo sido descrita no ano de 1985.
Trata-se de uma espécie presente no território português.